# Dimítris Ioánnou
Dimítris Ioánnou (en grec : Δημήτρης Ιωάννου), né le 8 décembre 1968 à Limassol en Chypre, est un footballeur international chypriote, devenu entraîneur à l'issue de sa carrière, qui évoluait au poste de défenseur.

## Biographie

### Carrière en club
Dimítris Ioánnou dispute 12 matchs en Ligue des champions, deux matchs en Coupe des coupes, et 15 matchs en Coupe de l'UEFA,.
Il remporte deux titres de champion de Chypre avec l'Apollon Limassol, et quatre autres titres de champion avec l'Anorthosis Famagouste.
Son bilan en première division chypriote est de 293 matchs joués, pour 40 buts marqués. Il réalise sa meilleure performance lors de la saison 1993-1994, où il inscrit 9 buts en championnat.

### Carrière internationale
Dimítris Ioánnou compte 50 sélections et 3 buts avec l'équipe de Chypre entre 1991 et 2000. 
Il est convoqué pour la première fois par le sélectionneur national Paníkos Iakóvou pour un match amical contre la Grèce le 27 février 1991 (1-1). Il reçoit sa dernière sélection le 15 novembre 2000 contre Andorre (victoire 5-0).
Le 7 octobre 1992, il inscrit son premier but en sélection contre Malte, lors d'un match amical (victoire 3-0). Il marque son second but en équipe nationale le 22 décembre 1992 en amical contre la Géorgie (victoire 1-0). Il inscrit son dernier but le 19 août 1998 lors d'un match amical contre l'Albanie (victoire 3-2). 
Il porte une fois le brassard de capitaine, le 12 mars 1997, à l'occasion d'un match amical face à la Grèce.
Il participe avec la sélection chypriote aux éliminatoires du mondial 1994, aux éliminatoires du mondial 1998, et enfin aux tours préliminaires de la Coupe du monde 2002. Son bilan dans les éliminatoires des Coupes du monde est de 14 matchs joués, pour aucun but marqué.

## Palmarès
- Avec l'Apollon Limassol
  - Champion de Chypre en 1991 et 1994
  - Vainqueur de la Coupe de Chypre en 1992

- Avec l'Anorthosis Famagouste
  - Champion de Chypre en 1997, 1998, 1999 et 2000
  - Vainqueur de la Coupe de Chypre en 1998
  - Vainqueur de la Supercoupe de Chypre en 1995, 1998, 1999 et 2000

## Statistiques

### Buts en sélection
Le tableau suivant liste tous les buts inscrits par Dimítris Ioánnou avec l'équipe de Chypre :